# Ганко Онкович
Га́нко (За́н(ь)ко) Онко́вич (Онке́вич) (пол. Hanko Michajłowicz Onkowicz; ? — 1514) — державний діяч Великого князівства Литовського, перший відомий війт Києва в 1498/1502–1514 роках.

## Життєпис
Походження дискутується серед науковців. За різними припущеннями, він мав литвинське (білоруське) або литовське коріння. Також є версія, що належав до шляхти белзької або київської землі. Належав до боярського роду (це не викликає сумнівів у дослідників). Син Михайла Онковича. Також є деяка неузгодженість щодо імені. В окремих документах зветься Занко або Занько. Проте у королівському привілеї від 1542 року для його онука Андрія значиться як Ганко.
Кар'єра його достеменно невідома. Втім, напевне, відзначився у війнах проти Великого князівства Литовського, починаючи з часів великого князя і короля Казимира IV. У 1498 або 1502 (називається також 1506) року призначається війтом Києва. Саме в цей час місту надано магдебурзьке право, але призначення війта залишено за Великим князем Литовським. Привілей Великого князя і короля Олександра Ягеллончика на ім'я Занко Онковича поки не виявлено, тому дата початку каденції невідома.
Онкович вважав себе скоріше князівським намісником у Києві, тому більш опікувався інтересами Олександра Ягеллончика та його наступника Сигізмунда I. Внаслідок цього вступив у конфлікт зі створеним магістратом, що став домагатися розширення своїх прав. Проте до самої смерті Онковича зробити не вдалося. Внаслідок цього у 1510-х роках Онкович встановив у місті міцну владу, тісно діючи з київськими намісниками (воєводами).
Помер у 1514 році. Його наступник відомий лише за ім'ям Ян.

## Родина
- Богдан
- Андрій (?)